# Parc des Beaumonts
Le parc des Beaumonts est un parc situé à Montreuil en Seine-Saint-Denis géré par Est Ensemble et classé dans la liste des sites Natura 2000 de Seine-Saint-Denis .

## Situation et accès
Le parc situé sur la commune de Montreuil dans le département de la Seine-Saint-Denis se trouve sur le bord sud du plateau de Romainville et culmine à 104 mètres d'altitude. Il est  proche du cimetière communal, du lycée polyvalent des métiers de l’horticulture et du paysage, du site classé des murs à pèches et limitrophe de la commune de Fontenay-sous-Bois (Val-de-Marne),.

## Historique
Le parc a été constitué à partir du parc Mabille (ancien parc municipal) et des terrains d'anciennes carrières de gypse, la carrière Leclaire et la carrière Gallet,,, dont était extrait le plâtre alimentant les chantiers parisiens. Une petite partie des moellons de gypse de faible valeur ont pu également être employés pour la construction ou la réparation des murs à pêches de la ville.  

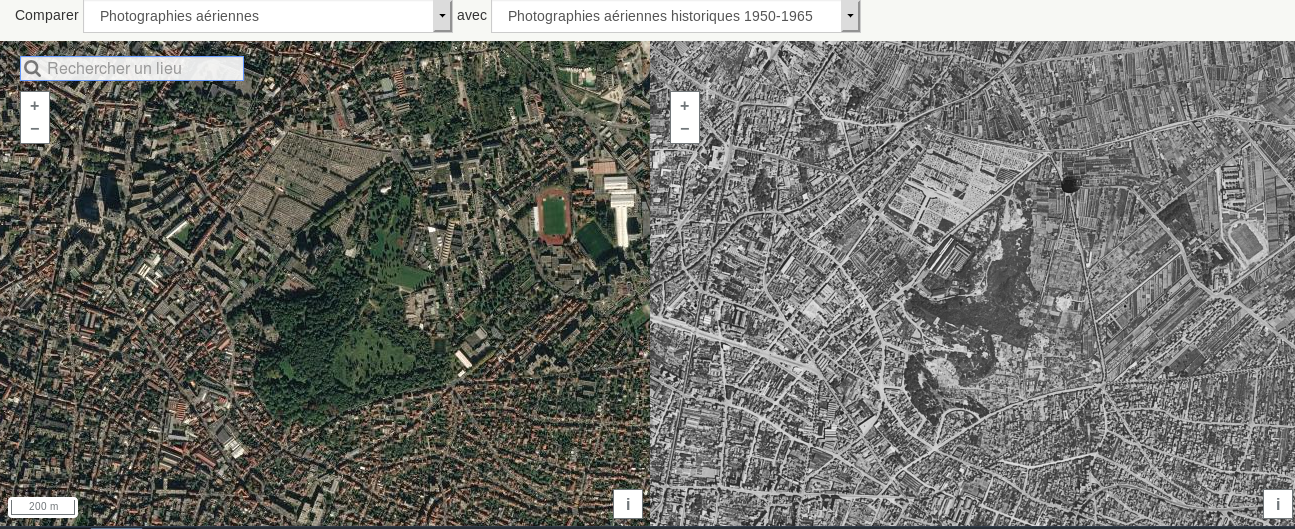
Vues aériennes comparées du secteur des Beaumonts en 2017 et 1949 (site de l'IGN remonterletemps.ign.fr)

En 1927, le peintre de Montmartre Robert Mahélin expose au Salon des Indépendants le tableau Vue d'un parc à Montreuil (un coin du parc Mabille, à Montreuil-sur-Seine). 
En 1936, Edith Piaf et Charles Trenet se produisent dans le Parc des Beaumonts (vraisemblablement le parc Mabille).
Après l'abandon des carrières, des galeries ont été utilisées par des producteurs de champignons. Dans les années 1960, la commune de Montreuil a acheté des terrains afin d’y aménager des jardins familiaux. L'aménagement du parc a commencé dans les années 1980 avec le remblaiement des galeries. En 1999, la friche aménagée sur le plateau devient un espace naturel ouvert au public,. 
En 2006, il est classé Natura 2000.

## Écologie
Protections du patrimoine naturel :
- Zone de protection spéciale Natura 2000 de la Seine-Saint-Denis, arrêté 04/2006[10].
- Espace boisé classé.
- ZNIEFF (Zone naturelle d'intérêt écologique, faunistique et floristique) de type I, « Parc des Beaumonts » (25 ha), 2010 [1].

Environ 120 espèces d'oiseaux peuplent la zone protégée. La prairie est gérée en éco-paturage pendant une partie de l'année.